# Zinnober (Band)
Zinnober ist ein deutsches Trio für populäre Musik, das verschiedene Musikstile bedient und sich vor allem dem deutschsprachigen Chanson widmet. Die Band wurde 1984 in Köln gegründet und besteht seither aus dem Sänger und Texter Joe Knipp, dem Gitarristen und Komponisten Albrecht Zummach und dem Vibraphonisten Clemens Dreyer.

## Geschichte
Das Trio Zinnober hatte seinen Ursprung in der Zusammenarbeit von Joe Knipp (* 1954) und Albrecht Zummach (* 1957), die seit 1972 gemeinsam als Chanson-Duo auftraten. Das Duo galt als „politisch engagiert“ und die „Systemkritik“, die in ihren deutschsprachigen Liedern oft zum Ausdruck kam, orientierte sich  am Zeitgeist der frühen 1970er Jahre im Zuge der 68er-Bewegung und nach den Studentenunruhen von 1968/69. 1984 erweiterte sich das Duo um den Vibraphonisten Clemens Dreyer (* 1958), der wie Zummach ebenfalls an der Kölner Hochschule für Musik studiert hatte, zur Band Zinnober. Seit der Gründung spielt die Band in unveränderter Besetzung.
Das Trio trat anfangs vielfach in Köln und der umgebenden Region auf, wie u. a. 1985/86 in der Schlosserei des Schauspiels Köln. Darüber hinaus gab Zinnober deutschlandweit Gastspiele mit seinen deutschsprachigen Songs und Chansons und tourte vor allem in den 1980er Jahren durch die Republik. 1985 erschien die LP Nord-Süd-Fahrt. Nach einer 12-jährigen Pause hatte die Band 1998 ihr Comeback und gibt seitdem wieder Konzerte, wie zum Beispiel in Köln im Alten Pfandhaus oder im Roten Salon. Bislang gastierte das Trio nach eigenen Angaben deutschlandweit in Theatern und auf Bühnen, wie in der Alten Oper in Frankfurt am Main, im Theater Freiburg und u. a. auf Bühnen in Baden-Baden, Berlin, Hamburg und München. Außerdem gab Zinnober wiederholt Konzerte im Kölner Theater am Sachsenring (TAS), das 1987 von Knipp mitgegründet wurde und seither unter seiner künstlerischen Leitung steht.
Die 1998 herausgebrachte CD Schnee von Gestern wurde mit dem Preis der Deutschen Schallplattenkritik 1999 in der Sparte Chanson ausgezeichnet. 2010/11 gab die Band eine größere Konzertserie im Alten Pfandhaus in Köln und brachte anschließend das dabei mitgeschnittene Livealbum Live im Alten Pfandhaus heraus.

## Programme, Musikstil, Rezeption
Die musikalischen Programme der Gruppe Zinnober wurden gemeinsam von Joe Knipp als Texter und Albrecht Zummach als Komponist gestaltet; zu den bisherigen Programmen gehören (Stand 2016):
- Liedmusik
- Nord-Süd-Fahrt
- Verwüstete Herzen
- Unsterblich krank
- Wer die Kunst nicht liebt, kann ja immer noch das Fernsehen einschalten
- Schnee von Gestern

Für ihr gemeinsames Schaffen wurden Knipp und Zummach im Jahr 2000 mit dem Kulturpreis der Stadt Neuwied, der Geburtsstadt Zummachs, ausgezeichnet.
Die Musik von Zinnober fand nach dem Comeback 1998 erneut Zustimmung bei Publikum und Kritik; unter anderem verortete die Kölnische Rundschau 2009 den musikalischen Stilmix des Trios als „hochkarätig zwischen Blues, Calypso und Tango mit Anleihen bei Kurt Weill und Hanns Eisler [tanzend]“. Die Zeitung würdigte das Trio in verschiedenen Rezensionen wie folgt:

„Vom Stil französischer Chansons über den Calypso Belafontes zu Schubert, Weill und dem Blues: Egal, was die drei sich vornehmen, sie verleiben es sich ein, mit Wortwitz, Wärme und Intelligenz. Die Dramatik ihrer Songs und Texte wird sanft auf- und abgebaut, und manchmal entlassen in eine freie schwebende Leichtigkeit.“

„Gesang, Vibraphon, Gitarre, Bassgitarre, Ukulele, Crackle Box – das sind die Zutaten für eine Musik, die einen einzigartigen Klang entfaltet, kraftvoll und transparent, Songs zwischen Poesie und Ironie, Mittag und Mondschein. Das Publikum verlässt die Konzerte getroffen – von ‚Scharfschützen im romantischen Gewand‘.“

## Diskografie
- 1985: Nord-Süd-Fahrt (LP)
- 1998: Schnee von Gestern (CD); Neuauflage 2002 (Audio-CD), Label: Timbre
- 2011: Zinnober – Live im Alten Pfandhaus Köln (Audio-CD, MP3), Label: Coffee Break Records/Pool Music und Media

## Auszeichnungen
- 1999: Preis der Deutschen Schallplattenkritik in der Sparte Song/Chanson,  für die CD Schnee von Gestern[3]
- 2000: Kulturpreis der Stadt Neuwied, zur Ehrung des Texters Joe Knipp und des Komponisten Albrecht Zummach[6]